# Associazione Calcio Bellaria Igea Marina 2011-2012
Questa pagina raccoglie le informazioni riguardanti l'Associazione Calcio Bellaria Igea Marina nelle competizioni ufficiali della stagione 2011-2012.

## Rosa
| N. |                   | Ruolo | Calciatore        |
| -- | ----------------- | ----- | ----------------- |
|    | Italia (bandiera) | A     | Filippo Alberani  |
|    | Italia (bandiera) | C     | Gianluigi Bamonte |
|    | Italia (bandiera) | C     | Alessio Briglia   |
|    | Italia (bandiera) | C     | Samuele Buda      |
|    | Italia (bandiera) | D     | Kadir Caidi       |
|    | Italia (bandiera) | A     | Caio De Cenco     |
|    | Italia (bandiera) | C     | Giuseppe De Luca  |
|    | Italia (bandiera) | D     | Thomas Fabbri     |
|    | Italia (bandiera) | D     | Enrico Fantini    |
|    | Italia (bandiera) | A     | Daniele Fioretti  |
|    | Italia (bandiera) | C     | Daniele Forte     |
|    | Italia (bandiera) | C     | Jacopo Luppi      |

| N. |                   | Ruolo | Calciatore          |
| -- | ----------------- | ----- | ------------------- |
|    | Italia (bandiera) | C     | Marco Mariani       |
|    | Italia (bandiera) | D     | Riccardo Martinelli |
|    | Italia (bandiera) | D     | Giuliano Morena     |
|    | Italia (bandiera) | P     | Mariano Renna       |
|    | Italia (bandiera) | C     | Gianluca Rolandone  |
|    | Italia (bandiera) | A     | Alessandro Rossi    |
|    | Italia (bandiera) | C     | Marcello Scarponi   |
|    | Italia (bandiera) | D     | Francesco Severi    |
|    | Italia (bandiera) | C     | Matteo Sonzogni     |
|    | Italia (bandiera) | C     | Gianluca Turchetta  |
|    | Italia (bandiera) | P     | Giacomo Venturi     |